# Betuwsche Stoomtramweg-Maatschappij
De N.V. Betuwsche Stoomtramweg-Maatschappij (BSM) te Bemmel is een voormalig stoomtrambedrijf, opgericht op 16 februari 1907, dat het openbaar vervoer verzorgde in een deel van de Betuwe in de Nederlandse provincie Gelderland.

## Geschiedenis

### Stoomtrams
De BSM exploiteerde de tramlijnen:
- Arnhem - Lent
- Elst - Bemmel
- Elden - Lent
- Bemmel - Pannerden
- Huissen - Doornenburg

De spoorwijdte was 1067 mm (kaapspoor). Via de schipbrug in Arnhem konden goederentrams de Rijn oversteken en de sporen bereiken van de GETA en de OSM, die dezelfde spoorwijdte hadden.
De BSM, die door dunbevolkt gebied reed, maakte tot 1917 een bescheiden winst, maar is nooit een succesvol trambedrijf geweest. Zowel het personenvervoer als het goederenvervoer viel tegen. Al rond 1920 werden de eerste trajecten opgeheven en de concurrentie van de opkomende autobus in de jaren twintig deed de rest. Er werd nog een vergeefse poging tot modernisering ondernomen door proeven te nemen met een motortram. Daartoe werd een bijwagen (in feite een voormalig paardentramrijtuig) van de Arnhemse tram tijdelijk van een benzinemotor voorzien. Inzet vond in 1924 plaats op de tramlijn Bemmel - Pannerden.
In 1908 en 1909 werden door Allan in totaal 14 rijtuigen geleverd, met 6 zitplaatsen 1e klasse en 22 zitplaatsen 2e klasse. Niet alle rijtuigen waren nodig voor de reguliere dienst, waardoor rijtuig 12 en 13 tijdelijk verhuurd werden aan de stadstram van Arnhem. In 1921 werden rijtuig 10 en 12 verkocht als 28 en 29 aan de Zuider Stoomtramweg-Maatschappij.
Na de opheffing van de tramlijn Elden - Lent werden de rails in 1920 gebruikt voor de aanleg van de tijdelijke dubbelsporige zandtramlijn van de Arnhemse tram, die diende om afgegraven zand over te brengen vanuit nieuwe wijken in aanbouw aan de noordkant van de stad.
In 1932 nam de directeur van de Geldersche Tramweg-Maatschappij (GTM) de leiding over en werd de BSM opgenomen in de GTW. Bussen gingen de reizigersdienst verzorgen. Een jaar later vervingen vrachtauto's de goederentrams. Er bleven nog enkele markttrams rijden, maar in 1935 was ook dat afgelopen.

### Busdiensten
De BSM was nu een "papieren" maatschappij geworden: de bussen reden onder de vlag van de GTW. In 1941 werd de naam van de BSM veranderd in Betuwsche Tram-Maatschappij (BTM). Het jaar daarop werden de concessies voor de buslijnen in de Over-Betuwe toegewezen aan de nieuw opgerichte NV Autobusdienstonderneming Velox, die eigendom was van de NS. Na de bevrijding kreeg de BTM haar vergunningen voor de oostelijke Over-Betuwe terug. In 1954 werden die overgedragen aan het moederbedrijf GTM.
In de westelijke Over-Betuwe bleef de Velox rijden op een gezamenlijke vergunning met de GTW. Bij een fusie met twee andere bedrijven in 1966 ging de Velox op in een nieuwe BSM (de Betuwse Streekvervoer Maatschappij) die met de oude niets te maken had.